# Dippoldiswalde
Dippoldiswalde este un oraș în districtul Sächsische Schweiz-Osterzgebirge, landul Saxonia, Germania.